# Route nationale 293 (Argentine)
Pour les articles homonymes, voir Route 293.

La route 293 sur la carte de la province de Santa Cruz

La Route nationale 293 est une route d'Argentine couverte de gravats, qui se trouve dans le département de Güer Aike, au sud-ouest de la province de Santa Cruz. Par son parcours de 10 kilomètres, elle relie la route nationale 40 aux environs de la localité de Rospentek Aike, avec le col Paso Laurita - Casas Viejas, (90 m d'altitude) constituant la frontière chilienne, non loin de la ville de Puerto Natales. La route est dessinée en rouge sur la carte ci-contre.

## Ancien tracé
Anciennement, la route 293 avait 297 km de longueur, depuis Río Gallegos jusqu'au lieu-dit Cancha Carrera, s'étendant parallèlement à la voie de chemin de fer de Río Turbio (Ramal Ferro-Industrial de Río Turbio ou RFIRT). Actuellement cette section appartient à la route nationale 40. L'ancien tracé est dessiné en vert sur la carte.
Le Décret National 3711 de 1954 a baptisé cette route Camino Antártida Argentina.